# 迪沙 (阿肯色州)
迪沙（英語：Desha）是位於美國阿肯色州獨立縣的一個非建制地區。該地的面積和人口皆未知。

## 地理
迪沙的座標為35°44′10″N 91°40′48″W / 35.73611°N 91.68000°W，而該地的平均海拔高度為100米（即328英尺）。